# Erik Amundson
Erik Elias Amundson, född 17 april 1882 i Stockholm, död 4 januari 1938, var en svensk arkitekt. Han var bror till ingenjören Sixten Amundson och gift med skådespelaren Sickan Castegren.

## Biografi
Amundson studerade vid Kungliga Tekniska Högskolan I Stockholm 1903–07 och vid Kungliga Akademien för de fria konsterna 1907–1910. Han var anställd hos Lars Sonck och hos Gustaf Nyström i Finland 1911–13. År 1914 fick han anställning hos Ivar Tengbom. Han drev därefter arkitektverksamhet i Stockholm. Tillsammans med sin bror Sixten ritade bland annat Automobilpalatset för Philipsons Automobil AB. Han stod även bakom om- och tillbyggnaden av Villa Nygren i Saltsjöbaden. På 1930-talet ritade han flertalet bostadshus i kvarteren Axet och Ekkistan i Linköping.
Erik Amundson fann sin sista vila på Sandsborgskyrkogården där han gravsattes den 15 januari 1938 i Amundsons familjegrav.

## Bilder

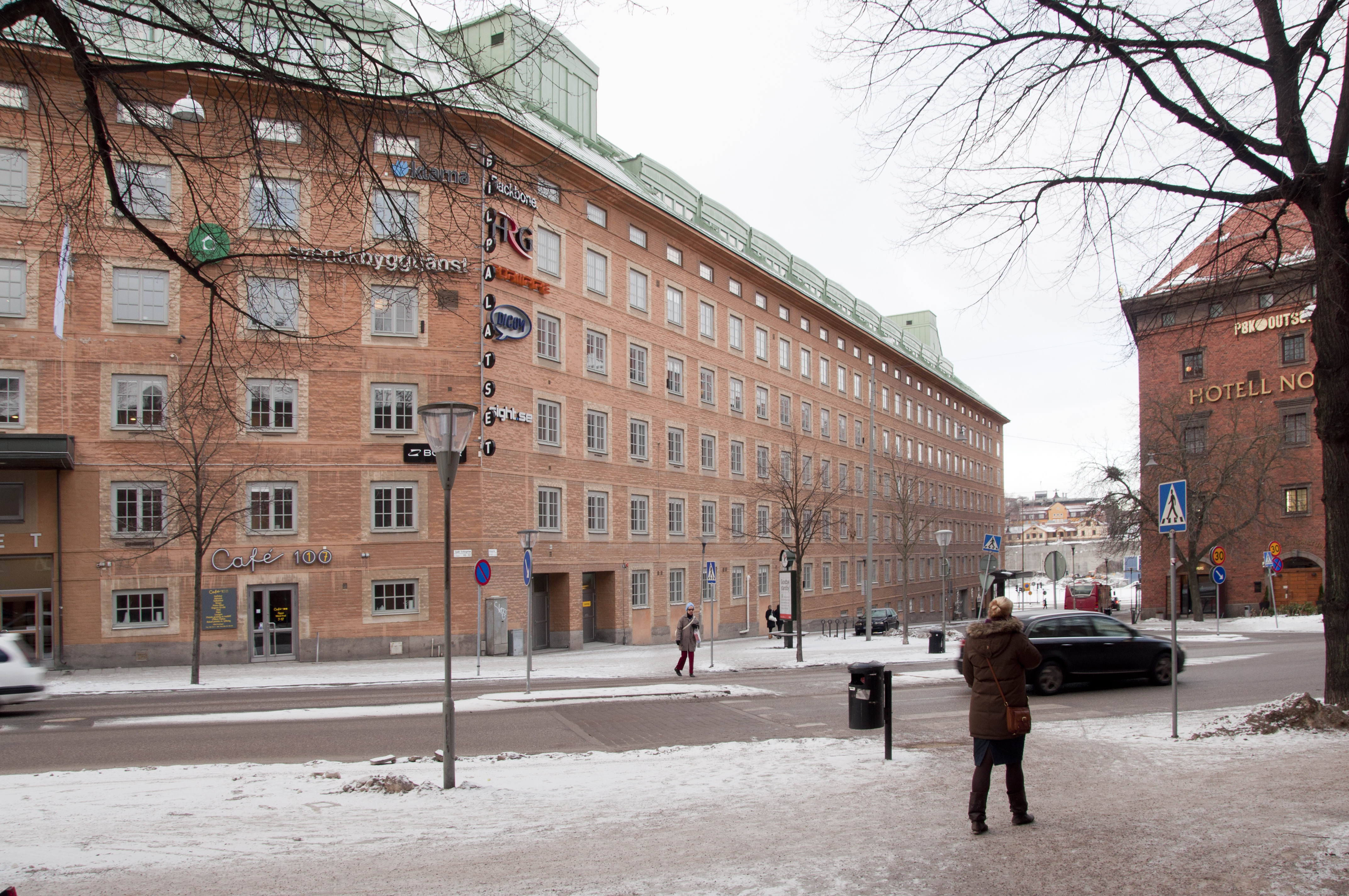
Automobilpalatset i kvarteret Blästern, Stockholm
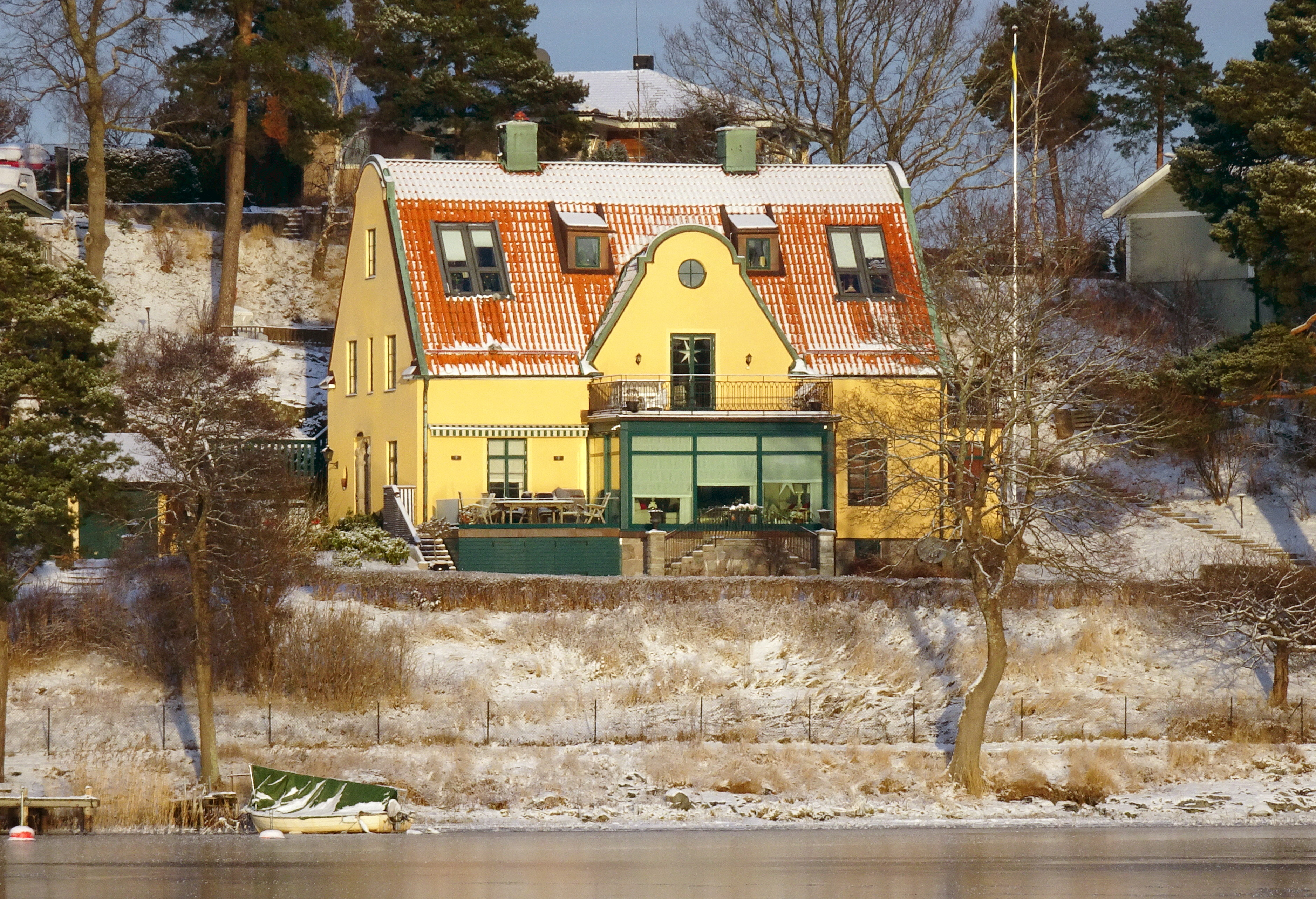
Villa Nygren, Saltsjöbaden